# 뮤 법칙 알고리즘

뮤 법칙과 A 법칙의 알고리즘

µ-법칙 알고리즘은 북미와 일본의 디지털 이동통신 시스템에서 주로 쓰이는 컴팬딩 알고리즘이다.

## 같이 보기
- 컴프레서 (오디오)
- G.711